# 39. ceremonia wręczenia Independent Spirit Awards
39. ceremonia wręczenia niezależnych nagród Independent Spirit Awards za rok 2023, odbyła się 25 lutego 2024 roku na plaży w Santa Monica.
Nominacje do nagród ogłoszone zostały 5 grudnia 2023 roku przez Joel Kim Booster i Natalię Morales zarówno produkcje kinowe i produkcje telewizyjne.
Po raz czwarty wręczone zostały nagrody w kategoriach telewizyjnych.
Galę wręczenia nagród poprowadziła Aidy Bryant.
Po raz drugi w historii tych nagród kategorie aktorskie w produkcjach kinowych i telewizyjnych zostały nazwane najlepszym występem.

## Laureaci i nominowani
Laureaci nagród wyróżnieni są wytłuszczeniem.

### Produkcje kinowe

#### Najlepszy film niezależny
- Poprzednie życie – David Hinojosa(inne języki), Pamela Koffler(inne języki), i Christine Vachon(inne języki)
  - Amerykańska fikcja(inne języki) – Cord Jefferson, Jermaine Johnson, Nikos Karamigios,  i Ben LeClair
  - Obsesja(inne języki) – Jessica Elbaum, Will Ferrell, Grant S. Johnson, Pamela Koffler, Tyler W. Konney, Sophie Mas, Natalie Portman, i Christine Vachon
  - Przejścia(inne języki) – Michel Merkt i Saïd Ben Saïd
  - Dobrzy nieznajomi(inne języki) – Graham Broadbent, Pete Czernin, i Sarah Harvey
  - We Grown Now(inne języki) – Minhal Baig i Joe Pirro

#### Najlepszy film zagraniczny
- Anatomia upadku (Francja) – Justine Triet
  - Godland(inne języki) (Dania / Islandia) – Hlynur Pálmason(inne języki)
  - Mami Wata(inne języki) (Nigeria) – C.J. "Fiery" Obasi(inne języki)
  - Totem(inne języki) (Meksyk) – Lila Avilés(inne języki)
  - Strefa interesów (Wielka Brytania / Polska / Stany Zjednoczone) – Jonathan Glazer

#### Najlepszy reżyser
- Celine Song – Poprzednie życie
  - Todd Haynes – Obsesja(inne języki)
  - William Oldroyd – Eileen
  - Ira Sachs – Przejścia
  - Andrew Haigh – Dobrzy nieznajomi

#### Najlepszy scenariusz
- Amerykańska fikcja(inne języki) – Cord Jefferson(inne języki)
  - Birth/Rebirth – Laura Moss i Brendan J. O’Brien
  - Bottoms – Emma Seligman i Rachel Sennott
  - Przesilenie zimowe – David Hemingson
  - Poprzednie życie – Celine Song

#### Najlepszy występ pierwszoplanowy
- Jeffrey Wright – Amerykańska fikcja(inne języki) jako Thelonious "Monk" Ellison
  - Greta Lee – Poprzednie życie jako Nora Moon
  - Trace Lysette – Monika jako Monika
  - Natalie Portman – Obsesja jako Elizabeth
  - Judy Reyes – Birth/Rebirth jako Celie
  - Franz Rogowski – Przejścia jako Tomas
  - Andrew Scott – Dobrzy nieznajomi jako Adam
  - Teyana Taylor – A Thousand and One jako Inez de la Paz
  - Jessica Chastain – Pamięć jako Sylvia
  - Teo Yoo – Poprzednie życie jako Hae Sung

#### Najlepszy występ drugoplanowy
- Da’Vine Joy Randolph – Przesilenie zimowe jako Mary Lamb
  - Sterling K. Brown – Amerykańska fikcja jako Clifford "Cliff" Ellison
  - Noah Galvin – Theater Camp jako Glenn Winthrop
  - Anne Hathaway – Eileen jako Rebecca
  - Glenn Howerton – BlackBerry jako Jim Balsillie
  - Marin Ireland – Eileen jako Rita Polk
  - Charles Melton – Obsesja jako Joe Yoo
  - Erika Alexander – Amerykańska fikcja jako Coraline
  - Catalina Saavedra – Rotting in the Sun jako Señora "Vero" Verónica
  - Ben Whishaw – Przejścia jako Martin

#### Najlepszy debiut aktorski
- Dominic Sessa(inne języki) – Przesilenie zimowe jako Angus Tully
  - Atibon Nazaire – W oddali jako Xavier
  - Tia Nomore – Earth Mama jako Gia
  - Marshawn Lynch – Na dnie jako Mr. G
  - Anaita Wali Zada – Fremont jako Donya

#### Najlepszy debiut
Tytuł filmu
- Tysiąc i jeden(inne języki) – A.V. Rockwell(inne języki) (reżyser); Julia Lebedev, Rishi Rajani, Eddie Vaisman, Lena Waithe, i Brad Weston (producenci)
  - Chronicles of a Wandering Saint – Tomás Gómez Bustillo (reżyser); Gewan Brown i Amanda Freedman (producenci)
  - Earth Mama – Savanah Leaf (reżyser); Sam Bisbee, Shirley O’Connor, Medb Riordan, i Cody Ryder (producenci)
  - Polne drogi mają smak soli – Raven Jackson (reżyser); Maria Altamirano, Mark Ceryak, Barry Jenkins, i Adele Romanski (producenci)
  - Upon Entry – Alejandro Rojas i Juan Sebastián Vásquez (reżyserzy); Sergio Adrià, Carlos Juárez, Alba Sotorra, Carles Torras, i Xosé Zapata (producenci)

#### Najlepszy debiutancki scenariusz
- Obsesja(inne języki) – Samy Burch(inne języki); story by Samy Burch i Alex Mechanik
  - Polne drogi mają smak soli – Tomás Gómez Bustillo
  - Córka Starlingów – Laurel Parmet
  - Obóz teatralny – Noah Galvin, Molly Gordon, Nick Lieberman, i Ben Platt
  - Upon Entry – Alejandro Rojas i Juan Sebastián Vásquez

### Najlepszy film dokumentalny
- Cztery córki(inne języki) – Kaouther Ben Hania (reżyser); Nadim Cheikhrouha (producent)
  - Bye Bye Tiberias – Lina Soualem (reżyser); Jean-Marie Nizan (producent)
  - Going to Mars: The Nikki Giovanni Project – Joe Brewster i Michèle Stephenson (reżyserzy); Tommy Oliver (producent)
  - Kokomo City – D. Smith (reżyser); Bill Butler i Harris Doran (producenci)
  - Matka wszystkich kłamstw – Asmae El Moudir (reżyser/producent)

#### Najlepsze zdjęcia
- Przesilenie zimowe – Eigil Bryld(inne języki)
  - Chronicles of a Wandering Saint – Pablo Lozano
  - Polne drogi mają smak soli – Jomo Fray
  - Monika – Katelin Arizmendi
  - We Grown Now – Pat Scola

#### Najlepszy montaż
- Jak wysadzić rurociąg? – Daniel Garber
  - Gnijąc w Słońcu – Santiago Cendejas, Gabriel Díaz, i Sofía Subercaseaux
  - Obóz teatralny – Jon Philpot
  - Upon Entry – Emanuele Tiziani
  - We Grown Now – Stephanie Filo

#### Nagroda Johna Cassavetesa
(przyznawana filmowi zrealizowanemu za mniej niż pięćset tysięcy dolarów)
Tytuł filmu
- Fremont(inne języki)
  - Cadejo Blanco
  - The Artifice Girl
  - Gnijąc w Słońcu
  - Nieznany kraj

#### Nagroda Producentów
Nagroda jest przyznawana wschodzącym producentom, którzy pomimo bardzo ograniczonych zasobów wykazują kreatywność, wytrwałość i wizję wymagane do produkcji wysokiej jakości filmów niezależnych. Nagroda obejmuje nieograniczoną dotację w wysokości 25 000 USD.
- Monique Walton
  - Rachael Fung
  - Graham Swon

#### Nagroda Roberta Altmana
(dla reżysera, reżysera castingu i zespołu aktorskiego)
- Wystawa – Kelly Reichardt (reżyser); Gayle Keller (reżyser castingu); André Benjamin, Hong Chau(inne języki), Judd Hirsch, Heather Lawless(inne języki), James LeGros, John Magaro(inne języki), Matt Malloy(inne języki), Amanda Plummer, Maryann Plunkett(inne języki), Denzel Rodriguez, i Michelle Williams (obsada)

#### Nagroda „Ktoś do pilnowania”
(30. rozdanie nagrody „Ktoś do pilnowania”; nagroda przyznana zostaje utalentowanemu reżyserowi z wizją, który nie otrzymał jeszcze odpowiedniego uznania. Nagroda wynosi 25 000 dolarów)

(Reżyser − Film)
- Monica Sorelle – W oddali
  - Joanna Arnow – Kiedy czujesz, że czas na zrobienie czegoś minął
  - Laura Moss – Birth/Rebirth(inne języki)

#### Nagroda „Prawdziwsze od fikcji”
(29. rozdanie nagrody „Prawdziwsze od fikcji”; nagroda przyznana została wschodzącemu reżyserowi filmu non-fiction, który jeszcze nie otrzymał uznania. Nagroda wynosi 25 000 dolarów)

(Reżyser − Film)
- Set Hernandez – Unseen
  - Jesse Short Bull i Laura Tomaselli – Lakotowie kontra Stany Zjednoczone
  - Sierra Urich – Joonam

### Produkcje telewizyjne

#### Najlepszy serial telewizyjny
- Awantura(inne języki) (Netflix)
  - Dreaming Whilst Black (Showtime)
  - Jestem panną (Prime Video)
  - Jury Duty (Amazon Freevee)
  - Slip (The Roku Channel)

#### Najlepszy nowy serial lub serial dokumentalny
- Dear Mama(inne języki) (FX)
  - Deadlocked: How America Shaped the Supreme Court (Showtime)
  - Murder in Big Horn (Showtime)
  - Skradziona młodość: Historia sekty w Sarah Lawrence College (Hulu)
  - Świat wrestlingu (Netflix)

#### Najlepszy występ pierwszoplanowy w serialu telewizyjnym
- Ali Wong(inne języki) – Awantura(inne języki) jako Amy Lau (Netflix)
  - Dominique Fishback – Swarm jako Andrea "Dre" Greene (Prime Video)
  - Betty Gilpin – Mrs. Davis jako Sister Simone (Peacock)
  - Jharrel Jerome – Jestem panną jako Cootie (Prime Video)
  - Zoe Lister-Jones – Slip jako Mae Cannon (The Roku Channel)
  - Bel Powley – Światełko jako Miep Gies (Nat Geo)
  - Bella Ramsey – The Last of Us jako Ellie (HBO)
  - Ramón Rodríguez – Will Trent jako Will Trent (ABC)
  - Emma Corrin – Morderstwo na końcu świata jako Darby Hart (FX on Hulu)
  - Steven Yeun – Awantura jako Danny Cho (Netflix)

#### Najlepszy występ drugoplanowy w serialu telewizyjnym
- Nick Offerman – The Last of Us jako Bill (HBO)
  - Billie Eilish – Swarm jako Eva (Prime Video)
  - Jack Farthing – Zmokłe psy jako Selby (HBO)
  - Murray Bartlett – The Last of Us jako Frank (HBO)
  - Adina Porter – Odmieniec jako Lillian Kagwa (Apple TV+)
  - Lewis Pullman – Lekcje chemii jako Calvin Evans (Apple TV+)
  - Benny Safdie – The Curse jako Dougie Schecter (Showtime)
  - Luke Tennie – Shrinking jako Sean (Apple TV+)
  - Olivia Washington – Jestem panną jako Flora (Prime Video)
  - Jessica Williams – Terapia bez trzymanki jako Gaby (Apple TV+)

#### Najlepszy debiut aktorski w serialu telewizyjnym
- Keivonn Montreal Woodard – The Last of Us jako Sam (HBO)
  - Aria Mia Loberti – Światło, którego nie widać jako Marie-Laure LeBlanc (Netflix)
  - Adjani Salmon – Dreaming Whilst Black jako Kwabena (Showtime)
  - Clark Backo – Odmieniec jako Emma "Emmy" Valentine (Apple TV+)
  - Kara Young – Jestem panną jako Jones (Prime Video)

#### Najlepsza obsada w serialu telewizyjnym
- Jury Duty